# Pohlia clavaeformis
Pohlia clavaeformis är en bladmossart som beskrevs av Brotherus 1903. Pohlia clavaeformis ingår i släktet nickmossor, och familjen Bryaceae. Inga underarter finns listade i Catalogue of Life.